# Liste der Gerichtsbezirke in Oberösterreich
Diese Liste der Gerichtsbezirke in Oberösterreich listet alle bestehenden Gerichtsbezirke sowie die ehemaligen Gerichtsbezirke im Bundesland Oberösterreich auf.

## Geschichte
Die heute bestehenden Gerichtsbezirke gehen auf das Jahr 1850 zurück. Zunächst mussten mit einem Erlass des k.k. Oberlandesgerichtes Linz vom 10. Mai 1850 die bisherigen landesfürstlichen und Patrimonial-Gerichte die Justizgeschäfte den neu bestellten landesfürstlichen Gerichten unterstellen.
Am 4. Juli 1850 wurden mit einem weiteren Erlass des Oberlandesgerichtes 70 Gerichtsbezirke für die Bundesländer Oberösterreich und Salzburg festgelegt.
Auf dem Gebiet des heutigen Bundeslandes Oberösterreich entstanden dadurch 47 Gerichtsbezirke.

### Schließungen
- Zur ersten Schließung von Bezirksgerichten und Auflösung von Gerichtsbezirke kam es 1923 mit der Auflösung der Gerichtsbezirke Haslach und Waizenkirchen.[3]
- 1958 wurden die Gerichtsbezirke Sankt Florian und Ottensheim aufgelöst.[4]
- Mit der 2002 beschlossene Bezirksgerichte-Verordnung Oberösterreich der Österreichischen Bundesregierung wurde die Schließung von 15 weiteren Bezirksgerichten in Oberösterreich beschlossen.
  - Per 1. Jänner 2003 wurden die Gerichtsbezirke Aigen, Engelhartszell, Grein, Grünburg, Haag am Hausruck, Kremsmünster, Lembach, Neufelden, Raab, Unterweißenbach und Wildshut aufgelöst.
  - Per 1. Jänner 2005 folgte die Auflösung der Gerichtsbezirke Mauerkirchen, Neuhofen an der Krems, Obernberg am Inn und Schwanenstadt.[5][6]
- Im Zusammenhang mit Budgeteinsparungen begann 2011 die Diskussion über die weitere Auflösung von Bezirksgerichten und der Zusammenlegung von Gerichtsbezirken. Dies betrifft laut Aussage des Präsidenten des Oberlandesgerichts Linz Johannes Payrhuber vor allem Bezirksgerichte, die sich nicht in Bezirkshauptstädten befinden.
  - Mit 2013 trat eine neue Bezirksgerichte-Verordnung in Kraft. Am 1. Jänner 2013 wurden die Gerichtsbezirke Lambach, Leonfelden und Windischgarsten aufgelöst.
  - Am 1. Juli 2013 folgten Frankenmarkt und Mondsee. Am 1. Jänner 2014 wurden die Gerichtsbezirke Enns, Mauthausen, Pregarten, Weyer und Peuerbach aufgelöst.[7]

## Bestehende Gerichtsbezirke
Die Tabelle enthält im Einzelnen folgende Informationen:
| GRKZ:                    | Gerichtsbezirkskennziffer (lt. Statistik Austria)                                         |
| Gerichtsbezirk:          | Name des Gerichtsbezirkes                                                                 |
| Landesgericht:           | Landesgericht, dem das Bezirksgericht unterstellt ist                                     |
| Politische(r) Bezirk(e): | Politische(r) Bezirk(e), in dem der Gerichtsbezirk liegt                                  |
| Bevölkerung:             | Zahl der gemeldeten Bewohner mit Hauptwohnsitz im jeweiligen Gerichtsbezirk (Stand: 2016) |
| Fläche:                  | Fläche der Gerichtsbezirke in km² (Stand: 2016)                                           |

| GRKZ | Gerichtsbezirk         | Landesgericht    | Politische(r) Bezirk(e)      | Einwohner | Fläche   |
| ---- | ---------------------- | ---------------- | ---------------------------- | --------- | -------- |
| 4071 | Bad Ischl              | Wels             | Gmunden                      | 35.212    | 787,95   |
| 4041 | Braunau am Inn         | Ried im Innkreis | Braunau am Inn               | 49.682    | 443,21   |
| 4051 | Eferding               | Wels             | Eferding, Grieskirchen       | 32.538    | 368,59   |
| 4061 | Freistadt              | Linz             | Freistadt, Urfahr-Umgebung   | 65.596    | 994,10   |
| 4072 | Gmunden                | Wels             | Gmunden                      | 65.533    | 644,57   |
| 4081 | Grieskirchen           | Wels             | Grieskirchen                 | 56.231    | 469,60   |
| 4092 | Kirchdorf an der Krems | Steyr            | Kirchdorf                    | 56.288    | 1.238,67 |
| 4011 | Linz                   | Linz             | Linz                         | 153.722   | 69,78    |
| 4042 | Mattighofen            | Ried im Innkreis | Braunau am Inn               | 51.273    | 596,90   |
| 4113 | Perg                   | Linz             | Perg, Freistadt              | 79.510    | 832,32   |
| 4122 | Ried im Innkreis       | Ried im Innkreis | Ried im Innkreis             | 59.859    | 584,34   |
| 4234 | Rohrbach               | Linz             | Rohrbach, Urfahr-Umgebung    | 62.176    | 915,05   |
| 4143 | Schärding              | Ried im Innkreis | Schärding                    | 56.906    | 618,16   |
| 4021 | Steyr                  | Steyr            | Steyr, Steyr-Land, Linz-Land | 130.607   | 1.158,84 |
| 4102 | Traun                  | Linz             | Linz-Land                    | 112.387   | 300,33   |
| 4162 | Urfahr                 | Linz             | Urfahr-Umgebung, Linz        | 113.725   | 450,68   |
| 4174 | Vöcklabruck            | Wels             | Vöcklabruck                  | 134.286   | 1.084,86 |
| 4031 | Wels                   | Wels             | Wels, Wels-Land              | 130.640   | 503,70   |

## Ehemalige Gerichtsbezirke
Die Tabelle enthält im Einzelnen folgende Informationen:
| Gerichtsbezirk:          | Name des Gerichtsbezirkes                                                           |
| Landesgericht:           | Landesgericht, dem das Bezirksgericht zuletzt unterstellt war                       |
| Politische(r) Bezirk(e): | Politische(r) Bezirk(e), in dem der Gerichtsbezirk zuständig war                    |
| Auflösung:               | Jahr, in dem die Auflösung des Gerichtsbezirkes rechtswirksam wurde                 |
| Zugewiesen zu:           | Gerichtsbezirk(e), dem das Gebiet des aufgelösten Gerichtsbezirkes zugewiesen wurde |
| Bevölkerung:             | Einwohnerzahl (mit Hauptwohnsitz, Stand: 2001)                                      |

| Gerichtsbezirk        | Landesgericht    | Politische(r) Bezirk(e) | Auflösung | Zugewiesen zu                             | Bevölkerung   |
| --------------------- | ---------------- | ----------------------- | --------- | ----------------------------------------- | ------------- |
| Aigen                 | Linz             | Rohrbach                | 2003      | Rohrbach                                  | 10.635        |
| Engelhartszell        | Ried im Innkreis | Schärding               | 2003      | Schärding                                 | 11.520        |
| Enns                  | Steyr            | Linz-Land               | 2014      | Steyr                                     | 31.403        |
| Frankenmarkt          | Wels             | Vöcklabruck             | 2013      | Vöcklabruck                               | 28.399        |
| Grein                 | Linz             | Perg                    | 2003      | Perg                                      | 17.719        |
| Grünburg              | Steyr            | Kirchdorf, Steyr-Land   | 2003      | Kirchdorf bzw. Steyr                      |               |
| Haag am Hausruck      | Wels             | Grieskirchen            | 2003      | Grieskirchen                              | 13.092        |
| Haslach               | Linz             | Rohrbach                | 1923      | Rohrbach bzw. Aigen                       |               |
| Kremsmünster          | Steyr            | Kirchdorf               | 2003      | Kirchdorf bzw. Steyr                      | 19.829        |
| Lambach               | Wels             | Wels-Land               | 2013      | Wels                                      | 21.983        |
| Lembach               | Linz             | Rohrbach                | 2003      | Rohrbach                                  | 10.364        |
| Leonfelden            | Linz             | Urfahr-Umgebung         | 2013      | Freistadt bzw. Rohrbach                   | 16.678        |
| Mauerkirchen          | Ried im Innkreis | Braunau am Inn          | 2005      | Braunau am Inn                            | 21.981        |
| Mauthausen            | Linz             | Perg                    | 2014      | Perg                                      | 27.008        |
| Mondsee               | Wels             | Vöcklabruck             | 2013      | Vöcklabruck                               | 16.440        |
| Neufelden             | Linz             | Rohrbach                | 2003      | Rohrbach                                  | 16.432        |
| Neuhofen an der Krems | Linz             | Linz-Land               | 2005      | Traun                                     | 18.672        |
| Obernberg am Inn      | Ried im Innkreis | Ried im Innkreis        | 2005      | Ried im Innkreis                          | 15.943        |
| Ottensheim            | Linz             | Urfahr-Umgebung         | 1958      | Urfahr-Umgebung                           |               |
| Peuerbach             | Wels             | Grieskirchen            | 2014      | Eferding und Grieskirchen                 | 19.578        |
| Pregarten             | Linz             | Freistadt               | 2014      | Freistadt und Perg                        | 28.268        |
| Raab                  | Ried im Innkreis | Schärding               | 2003      | Schärding                                 | 18.226        |
| Sankt Florian         | Linz             | Linz-Land               | 1958      | Linz-Land                                 | 11.352 (1923) |
| Schwanenstadt         | Wels             | Vöcklabruck             | 2005      | Vöcklabruck                               | 21.720        |
| Unterweißenbach       | Linz             | Freistadt               | 2003      | Freistadt bzw. Pregarten                  | 13.335        |
| Waizenkirchen         | Wels             | Eferding/Grieskirchen   | 1923      | Eferding bzw. Grieskirchen bzw. Peuerbach |               |
| Weyer                 | Steyr            | Steyr-Land              | 2014      | Steyr                                     | 14.921        |
| Wildshut              | Ried im Innkreis | Braunau am Inn          | 2003      | Mattighofen                               | 17.376        |
| Windischgarsten       | Steyr            | Kirchdorf               | 2013      | Kirchdorf an der Krems                    | 9.880         |

## Nachweise und Quellen
- Statistik Austria: Klassifikationen: Gerichtsbezirke – Tabellen, Thematische Karten, Weitere Informationen (österreichweit)
- Kurt Klein (Bearb.): Historisches Ortslexikon. Statistische Dokumentation zur Bevölkerungs- und Siedlungsgeschichte. Hrsg.: Vienna Institute of Demography [VID] d. Österreichische Akademie der Wissenschaften.  (o.D. [aktual.]).
  - 1. Teil: Statutarstädte, Braunau am Inn, Eferding, Freistadt, Gmunden, Grieskirchen, Kirchdorf an der Krems, Linz-Land. (pdf; 850 kB). Datenbestand: 30. Juni 2011
  - 2. Teil: Perg, Ried im Innkreis, Rohrbach, Schärding, Steyr-Land, Urfahr-Umgebung, Vöcklabruck, Wels-Land. (pdf; 835 kB). Datenbestand: 30. Juni 2011
- Landesarchiv Oberösterreich: Übersicht der Gerichtsbezirke Oberösterreichs (pdf; 112 kB)

1. ↑  „Erlaß des k. k. Oberlandesgerichtes für die Kronländer Oesterreich ob der Enns und Salzburg vom 6. Mai 1850“. „Allgemeines Landesgesetz- und Regierungsblatt für das Kronland Österreich ob der Enns“. XV. Stück, Nr. 166 (auf ALEX – Historische Rechts- und Gesetzestexte Online)
2. ↑  „Erlaß des k. k. Oberlandesgerichtes für die Kronländer Oesterreich ob der Enns und Salzburg vom 4. Juli 1850“. „Allgemeines Landesgesetz- und Regierungsblatt für das Kronland Österreich ob der Enns“ 1850, XXV. Stück, Nr. 288 (auf ALEX)
3. ↑  „Verordnung der Bundesregierung vom 29. März 1923, betreffend die Auflassung von Bezirksgerichten“. „Bundesgesetzblatt für die Republik Österreich“ 1923, 42. Stück, Nr. 187 (auf ALEX)
4. ↑  „Bundesgesetz vom 22. Jänner 1958, betreffend Bezirksgerichte im Sprengel des Landesgerichtes Linz“. BGBl. Nr. 14/1958.
5. ↑  „Verordnung der Bundesregierung über die Zusammenlegung von Bezirksgerichten und über die Sprengel der verbleibenden Bezirksgerichte in Oberösterreich (Bezirksgerichte-Verordnung Oberösterreich)“. BGBl. II Nr. 422/2002
6. ↑  Statistik Austria: „Änderungen in der Verwaltungsgliederung von Gerichtsbezirken 2002 bis 2011“ (pdf), statistik.at
7. ↑  „Bezirksgerichte-Verordnung für Oberösterreich 2012“. BGBl. II Nr. 205/2012
8. 1 2  Gemeindeverzeichnis, Stand 1.1.2016, Statistik Austria, Wien 2016.
9. ↑  Historisches Ortslexikon